# Douala

Douala a Guineai-öbölben

Douala Kamerun legnagyobb városa, valamint az ország Littoral tartományának fővárosa. A városban van Kamerun legnagyobb kikötője és legfontosabb nemzetközi repülőtere, a Doualai nemzetközi repülőtér (IATA: DLA, ICAO: FKKD), a város az ország gazdasági fővárosa. Emiatt Doualán halad át az ország exporttermékeinek többsége: kőolajtermékek, kakaó és kávé, továbbá Csád kereskedelmének nagy része. A városban található az ország legnagyobb piaca, az Eko Market.

## Földrajzi elhelyezkedése
Douala a Guineai-öbölben, a Wouri-folyó partján fekszik, a város két felét a Bonaberi-híd köti össze.  Lakóinak száma 2001-ben 1,5 millió volt, napjainkra becslések szerint meghaladta a 2 milliót.

## Története
Az első európaiak, akik a környékre vetődtek, a portugálok voltak 1472 körül. 1650-re várossá fejlődött, lakói a kontinens belsejéből ide vándorolt emberek voltak, akik a douala nyelvet beszélték. A 18. század közepére a transzatlanti rabszolga-kereskedelem központjává vált. Még mielőtt 1884-ben német uralom alá került volna, a várost Cameroons Town-nak hívták, így Német-Kamerun fővárosaként Kamerunstadtnak nevezték. A várost 1907-ben nevezték át Doualára, majd 1919-ben Francia Kamerun része lett. 1940 és 1946 között Kamerun fővárosa volt.

## Jellemzői
A város az Akwa és Bonajo városrészekre oszlik; Akwa Douala szórakozó negyede, Bonajo pedig a város üzleti központja. A városon átvezető főútvonal mentén helyezkednek el Kamerun legjobb éttermei, kávézói és francia stílusú cukrászdái. A tengerparton számos bár és night club található, rálátással a Guineai-öbölre és a közeli mangrovemocsarakra. Látogatóik között sok, az országban élő többnyire francia és libanoni származású külföldi van, akik Kamerun kőolajiparában dolgoznak.
Megélhetési költségek szempontjából Afrika egyik legdrágább városa; 2007-ben a világ 24. legdrágább városa volt.

## Éghajlata

A csapadék havi változása

A város klímája trópusi, a havi átlaghőmérséklet 24,8 és 27,6 °C között változik, az éves átlaghőmérséklet 27,9 °C. A legtöbb csapadék az esős évszakban, júniustól szeptemberig esik. Az éves átlagos csapadékmennyiség 1012 mm.

## Közlekedés
Doualát vasútvonal köti össze Yaoundével, Ngaoundérével, Kumbával és  Nkongsambával. A Doualai nemzetközi repülőtér a városhoz közel fekszik. Az Európából Kamerunba utazók többsége ezen a repülőtéren keresztül érkezik az országba. A kikötőbe 8,5 m-es merülési mélységű hajók is behajózhatnak. A Douala-Bonabéri kikötőn keresztül érkezik Kamerun kereskedelmi árumennyiségének 97%-a. A kikötő területe mintegy 300 hektár, ezen belül található a konténerkikötő, a halászhajók kikötője és a faáru-kikötő.

## Látnivalók
- Hotel Akwa Palace
- Kormánypalota
- La Pagode
- Doual'art
- Joseph-Francis Sumegné, La Nouvelle Liberté, 1996

## Testvérvárosok
- Philadelphia, USA